# بريندا تايلور
بريندا تايلور (بالإنجليزية: Brenda Taylor)‏ (و. 1979  م) هي عداءة سريعة أمريكية، ولدت في سانت لويس، ميزوري، شاركت في الألعاب الأولمبية الصيفية 2004.

## التعليم
تعلمت في جامعة هارفارد.

## روابط خارجية
- بريندا تايلور على موقع الاتحاد الدولي لألعاب القوى (الإنجليزية)
- بريندا تايلور على موقع أوليمبيديا (الإنجليزية)
- بريندا تايلور على موقع اللجنة الأولمبية والبارالمبية الأمريكية (الإنجليزية)